# Leptolalax solus
Leptolalax solus es una especie de anfibio anuro de la familia Megophryidae.

## Distribución geográfica
Esta especie es endémica de la provincia de Narathiwat en el extremo sur de Tailandia.
Su presencia es incierta en Malasia.

## Publicación original
- Matsui, 2006 : Three New Species of Leptolalax from Thailand (Amphibia, Anura, Megophryidae). Zoological Science, vol. 23, n.º 9, p. 821-830[6]